# هرالدو ریورا
هرالدو ریورا (انگلیسی: Geraldo Rivera؛ زادهٔ ۴ ژوئیهٔ ۱۹۴۳) یک روزنامه‌نگار، مجری تلویزیون و وکیل اهل ایالات متحده آمریکا است. وی از سال ۱۹۷۰ میلادی تاکنون مشغول فعالیت بوده‌است.
از فیلم‌ها یا برنامه‌های تلویزیونی که وی در آن نقش داشته‌است می‌توان به سرزمین پلیس اشاره کرد.
او در سال ۲۰۱۵ در چهاردهمین مجموعه از برنامه کارآموز ویژه مشاهیر شرکت‌کرد.
از فیلم‌های معروف او می‌توان به بازی در فیلم رنگ‌های بنیادین، آتش غرور اشاره کرد.

## اوایل زندگی
ریورا در مرکز پزشکی بث اسرائیل در شهر نیویورک، متولد شد، وی درخانواده لیلیان (نام خانوادگی فریدمن؛ ۱۶ اکتبر ۱۹۲۴–۳ ژوئن ۲۰۱۸) و کروز «آلن» ریورا (۱ اکتبر ۱۹۱۵ - نوامبر ۱۹۸۷) که در رستوران کار می‌کرد و راننده تاکسی بود به دنیا آمد. پدر ریورا تبار پورتوریکویی داشت. مادرش یهودی و پدرش کاتولیک بودند. ریورا «بیشتر یهودی» بزرگ شد و در مراسم بر میتصوا و بت میتصوا شرکت می‌کرد. او در بروکلین و غرب بابل، نیویورک بزرگ شد و در دبیرستان بابل غربی تحصیل کرد. خانواده ریورا گاهی در معرض تعصب و نژادپرستی قرار می‌گرفتند و مادرش برای جلوگیری از اعمال خشونت و تعصب نسبت به آنها، نام خانوادگی آنها را «ریویرا» می‌نوشت.

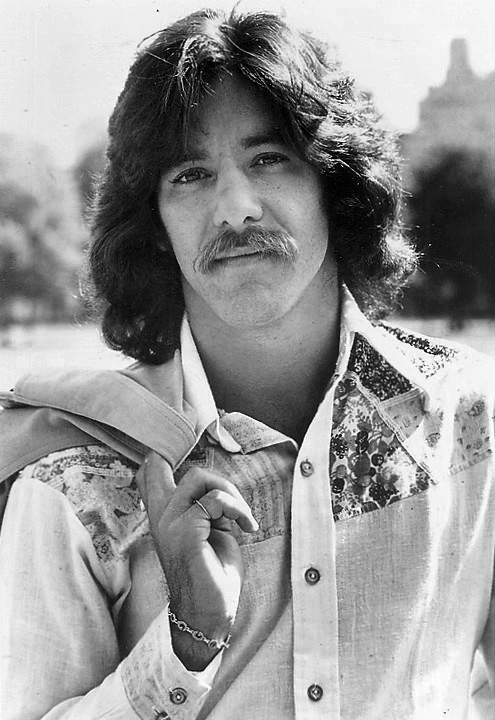
ریورا در نیمه دهه ۷۰

## آثار برگزیده
- ریورا، جرالدو (۱۹۷۲). ویلوبروک: گزارشی در مورد اینکه چگونه است و چرا نباید اینطور باشد. نیویورک: کتاب‌های قدیمی. شابک ۰-۳۹۴-۷۱۸۴۴-۵.
- ریورا، هرالدو (۱۹۷۳). میگل روبلس-تا اینجا. سن دیگو: هارکورت بریس جووانوویچ. شابک ۰-۱۵-۲۵۳۹۰۰-X.
- ریورا، هرالدو (۱۹۷۳). پورتوریکو: جزیره تضادها، تصاویری از ویلیام نگرون. چاپ مجله والدین. شابک ۰-۸۱۹۳-۰۶۸۳-۵.
- ریورا، هرالدو(۱۹۷۷). نوع خاصی از شجاعت: مشخصات جوانان آمریکایی نیویورک: بنتام بوکس. شابک ۰-۵۵۳-۱۰۵۰۱-۹.
- ریورا، هرالدو (۱۹۹۲). افشای خودم لندن: بانتام. شابک ۰-۵۵۳-۲۹۸۷۴-۷.
- ریورا، هرالدو (۲۰۰۸). هیسپانیک: چرا آمریکایی‌ها از اسپانیایی تبارها در ایالات متحده می‌ترسند. نیویورک: سلبریتی. شابک ۹۷۸-۰-۴۵۱-۲۲۴۱۴-۹.
- ریورا، هرالدو (۲۰۰۹). پیشرفت بزرگ: چگونه اسپانیایی‌ها آمریکا را به عصر جدیدی از شکوفایی سوق خواهند داد. نیویورک: کتابخانه آمریکایی جدید. شابک ۹۷۸-۰-۴۵۱-۲۲۸۸۱-۹.
- ریورا، هرالدو(۲۰۱۸). نمایش جرالدو، خاطرات. تگزاس: کتاب‌های بن بلا. شابک ۹۷۸۱۹۴۴۶۴۸۹۰۹.